# آيدولي برايد
آيدولي برايد (باليابانية: アイドリープライド، بالروماجي: Aidorī puraido) هي سلسلة مانغا يابانية هيروكي هاروسي، نشرت من قبل كادوكاوا شوتين على موقع كوميك نيوتيبي في 10 يونيو عام 2020. المانغا الثانية من يوريكو أسامي، نشرت في 30 أكتوبر عام 2020. أنتجت إلى مسلسل أنمي تلفزيوني من قبل استوديو ليرتشي، عرض في 10 يناير عام 2021 واستمر عرضه حتى 28 مارس عام 2021 وتكون من 12 حلقة.

## القصة
تدور أحداث القصة عن كوتونو ناغاسي هي طالبة في السنة الثانية في مدرسة هوشيمي الثانوية، التي قررت أن تصبح آيدول لتحقق حلم أختها مانا ناغاسي التي ماتت في حادث مرور في طريقها إلى نهائيات مسابقة الفينوس الكبرى. نتقل كوتونو وصديقتها ساكورا كاواساكي إلى مسكن مع ثمانية آيدول آخرين، وشكلن فرقة مون تيمبست للمشاركة في مسابقة الفينوس.

## الشخصيات
مانا ناغاسي (باليابانية: 長瀬 麻奈، بالروماجي: Nagase Mana)
أداء صوتي: ساياكا كاندا
كوهي ماكينو (باليابانية: 牧野 航平، بالروماجي: Makino Kōhei)
أداء صوتي: هاروكي إيشيا
شينجي سايغوسا (باليابانية: 三枝 信司، بالروماجي: Saegusa Shinji)
أداء صوتي: ريكيا كوياما
كوتونو ناغاسي (باليابانية: 長瀬 琴乃، بالروماجي: Nagase Kotono)
أداء صوتي: ميراي تاتشيبانا
ساكورا كاواساكي (باليابانية: 川咲 さくら، بالروماجي: Kawasaki Sakura)
أداء صوتي: ماي سوغانو
ري إيتشينوسي (باليابانية: 一ノ瀬 怜، بالروماجي: Ichinose Rei)
أداء صوتي: مويكو يوكي
ناغيسا إيبوكي (باليابانية: 伊吹 渚، بالروماجي: Ibuki Nagisa)
أداء صوتي: كوكونا ناتسوكي
هاروكو سايكي (باليابانية: 佐伯 遙子، بالروماجي: Saeki Haruko)
أداء صوتي: ناو ساساكي
ساكي شيرايشي (باليابانية: 白石 沙季، بالروماجي: Shiraishi Saki)
أداء صوتي: كوهارو ميازاوا
تشيسا شيرايشي (باليابانية: 白石 千紗، بالروماجي: Shiraishi Chisa)
أداء صوتي: كانون تاكاو
سوزو ناروميا (باليابانية: 成宮 すず، بالروماجي: Narumiya Suzu)
أداء صوتي: كاناتا أيكاوا
مي هاياساكا (باليابانية: 早坂 芽衣، بالروماجي: Hayasaka Mei)
أداء صوتي: موكا هيناتا
شيزوكو هيودو (باليابانية: 兵藤 雫، بالروماجي: Hyōdō Shizuku)
أداء صوتي: يوكينا شوتو
كيويتشي أساكورا (باليابانية: 朝倉 恭一، بالروماجي: Asakura Kyoichi)
أداء صوتي: شو هايامي
كيريكو هيمينو (باليابانية: 姬野 霧子، بالروماجي: Himeno Kiriko)
أداء صوتي: ريه تاناكا
روي تيندو (باليابانية: 天動 瑠依، بالروماجي: Tendō Rui)
أداء صوتي: سورا أماميا
يو سوزومورا (باليابانية: 鈴村 優، بالروماجي: Suzumura Yū)
أداء صوتي: مومو أساكورا
سوميري أوكوياما (باليابانية: 奥山 すみれ، بالروماجي: Okuyama Sumire)
أداء صوتي: شينا ناتسوكاوا
ريو كانزاكي (باليابانية: 神崎 莉央، بالروماجي: Kanzaki Rio)
أداء صوتي: هاروكا توماتسو
آوي إيغاوا (باليابانية: 井川 葵، بالروماجي: Igawa Aoi)
أداء صوتي: أياهي تاكاغاكي
آي كومياما (باليابانية: 小美山 愛، بالروماجي: Komiyama Ai)
أداء صوتي: ميناكو كوتوبوكي
كوكورو أكازاكي (باليابانية: 赤崎 こころ، بالروماجي: Akazaki Kokoro)
أداء صوتي: أكي تويوساكي

## وصلات خارجية
- الموقع الرسمي باللغة اليابانية
- موقع الأنمي الرسمي باللغة اليابانية
- آيدولي برايد على موقع ميوزك برينز (الإنجليزية)
- آيدولي برايد على موقع ميوزك برينز (الإنجليزية)